# Platon Dmitriejevitsj Morozov
Platon Dmitriejevitsj Morozov (Russisch: Платон Дмитриевич Морозов) (Sint-Petersburg, 6 februari 1906 - 1986) was een Sovjet-Russisch advocaat, rechtsgeleerde en diplomaat. Sinds 1951 was vertegenwoordigde hij de Sovjet-Unie bij de Verenigde Naties en van 1970 tot 1985 was hij rechter van het Internationale Gerechtshof.

## Levensloop
Morozov studeerde rechten in Sint-Petersburg en werkte vervolgens de eerste circa 20 jaar als gevestigd advocaat en voor het Openbaar Ministerie van de Sovjet-Unie.
Tijdens de Processen van Tokio na de Tweede Wereldoorlog was hij lid van de Sovjet-Russische delegatie en van 1951 tot 1968 was hij vertegenwoordiger van de Sovjet-Unie bij de Mensenrechtencommissie van de Verenigde Naties. Tegelijkertijd was hij plaatsvervangend leidinggevende van de juridische afdeling van het Sovjetse Ministerie van Buitenlandse Zaken. Van 1960 tot 1968 was hij plaatsvervangend vertegenwoordiger van de Sovjet-Unie in de Veiligheidsraad.
In 1969 werd hij met ingang van 1970 gekozen tot rechter van het Internationale Gerechtshof. Tijdens zijn ambtstijd schreef hij zeven dissenting opinions, drie afzonderlijke opinies en een verklaring. In augustus 1985 legde hij zijn ambt neer vanwege gezondheidsredenen. Zijn landgenoot Nikolaj Konstantinovitsj Tarasov werd gekozen als zijn opvolger.